# Bolesław Napierała
Bolesław Napierała (* 19. November 1909 in Marten bei Dortmund; † 19. November 1976) war ein polnischer Radsportler und nationaler Meister im Radsport.

## Sportliche Laufbahn
Bolesław Napierała lebte bis zu seinem neunten Lebensjahr in Deutschland und siedelte danach nach Polen um. Bedingt durch die schlechte wirtschaftliche Lage zog die Familie nach wenigen Jahren nach Lens in Frankreich. In Lens sah er zum ersten Mal die Tour de France und begeisterte sich sofort für den Radsport. Er trat einem Radsportverein bei und begann zu trainieren. Napierała kehrte nach Polen zurück und startete im Verlauf seiner Karriere für die Vereine „Sarmata Warschau“ und „Syrena Warschau“. 1935 und 1947 gewann er die polnische Meisterschaft im Straßenrennen. Als weitere herausragende Erfolge konnte er die Polen-Rundfahrt 1937 und 1939 für sich entscheiden. Er war damit der erste Fahrer, der diese Rundfahrt zweimal gewinnen konnte.
Weitere nationale Titel errang er 1937 und 1946 (mit Kazimierz Bański und Zygmunt Wiśniewski) im Mannschaftszeitfahren und im Querfeldeinrennen 1937 bis 1939, sowie 1947 in der polnischen Bergmeisterschaft. 1950 beendete er seine radsportliche Laufbahn. Bolesław Napierała war Teilnehmer der ersten Internationalen Friedensfahrt auf dem Kurs von Warschau nach Prag und belegte Platz 14 im Endklassement.